# Уест Редонда

Остров Уест Редонда (на английски: West Redonda Island) е 26-ият по големина остров край западните брегове на Канада в Тихия океан. Площта му е 171 km2, която му отрежда 118-о място сред островите на Канада. Административно принадлежи към канадската провинция Британска Колумбия.
Островът се намира край западното крайбрежие на Британска Колумбия, в протока Джорджия, отделящ остров Ванкувър от континенталната част на Канада. На югозапад и запад протока Люис (минимална ширина 700 м) го отделя от остров Кортес, а на северозапад протока Дийр (ширина 2,3 км) – от малкия остров Раза. Широкият едва 170 м (в най-тясната си част) проток Уодингтън го отделя на изток от по-малкия остров Ист Редонда, а протока Прайс (ширина 2,1 км) на север и залива Десолейшън на юг го отделят от континеталната част на провинция Британска Колумбия.
Крайбрежието на острова с дължина 105 км е доста разчленено. Островът представлява на практика два полуострова – северен по-голям и южен по-малък, съединени с тесен провлак, като между тях от запад се вклинява залива Тийкерн Арм.
По-голямата част от северния полуостров е планинска с максимална височина до 1000 м, а южния полуостров е с предимно нискохълмист релеф с височина до 500 м. Островът е изпъстрен с няколко малки, главно проточни езера по късите, но пълноводни почти целогодишно реки. По-големи езера са: Елис (най-голямото на острова), Касъл (лагуна), Том, Бейл, Блак, Рефъдж и други.
Климатът е умерен, морски, влажен. Голяма част от острова е покрита с гъсти иглолистни гори. На острова са създадени три провинциални парка: „Уолш Коув“ – в североизточната част, „Тийкерн Арм“ – на провлака съединяващ двата полуострова и част от залива Тийкерн Арм и „Роско Бей“ – на югоизточното крайбрежие, които предоставят идеални условия за опазване на местната флора и фауна и са предпоставка за развиване на туризма и рекреационното дело на острова.
На острова няма постоянно население, но през по-голямата част от годината функционират две ваканционни селища – Рефъдж Коув (Refuge Cove) на югозападното крайбрежие и Тийкерн Арм (Teakerne Arm) във върха на залива Тийкерн Арм, които са изходни пунктове за създадените екопътеки и туристически маршрути по острова.
Уест Редонда е открит през 1792 г. почти по едно и също време от испанските морски офицери Дионисио Галиано (1760-1805) и Гаетано Валдес (1767-1835), участници в испанската правителствена експедиция възглавявана от Алесандро Маласпина и от английски морски офицери, участници в британската правителствена експедицията на Джордж Ванкувър.